# Paul Hornschemeier
Paul Hornschemeier, né le 27 octobre 1977 à Cincinnati dans l'Ohio, est un auteur de bande dessinée américain.

## Publications

### Œuvres originales
- Mother, Come Home, Dark Horse Comics, 2003.
- The Collected Sequential, AdHouse Books, 2004.
- Return of The Elephant, AdHouse Books, 2004.
- Let Us Be Perfectly Clear, Fantagraphics Books, 2006.
- The Three Paradoxes, Fantagraphics Books, 2007.
- All and Sundry, Fantagraphics Books, 2009.
- Life with Mr. Dangerous, Villard Books, 2011

### Traductions françaises
- Adieu, maman, 108 pages, Actes Sud BD, 2005.  (ISBN 978-2742753499) Traduction de Mother, Come Home.
- Le Retour de l'éléphant, 200 pages, Actes Sud BD, 2005.  (ISBN 978-2742758302) Traduction de Return of The Elephant.
- Trois paradoxes, 74 pages, Actes Sud BD, 2007.  (ISBN 978-2742765720) Traduction de The Three Paradoxes.
- La Vie avec Mister Dangerous, 160 pages, Actes Sud BD, 2011.  (ISBN 978-2742796571) Traduction de Life with Mr. Dangerous.